# TVP3 Wrocław
TVP3 Wrocław — польський регіональний телеканал, регіональна філія суспільного мовника «TVP» з центром мовлення у Вроцлаві.

## Історія
- 14 грудня 1962 року в ефір вперше вийшла програма «Miłe złego początki».
- 1963 року створено перший регіональний тележурнал новин «Panorama».
- 26 січня 1963 року вийшла в ефір серія науково-популярних програм: «Ciekawostki matematyczne», «Co słychać u Eliota» та «Sprawy wielkiej rzek».
- 17 червня 1963 року в ефір вийшла музична програма «Wrocław tańczy i śpiewa Wojciecha Dzieduszyckiego».
- 26 листопада 1963 року здійснено трансляцію вистави «Horsztyński» режисера Анджея Вітковського в рамках показу «Teatr Telewizji».
- У 1964 році в ефір вийшли перші публіцистичні програми «Tkacze czy Gomołowie z Psiego Pola».
- 30 вересня 1964 року вийшла в ефір програма «Kamienie mówią po polsku».
- 12 грудня 1964 року розпочався показ «Zwariowany Bal».
- У січні 1965 року вийшла в ефір нова інформаційна програма «Transfokator».
- У січні 1966 року вийшла нова інформаційна програма «Rozmaitości».
- 1967 році програми з Вроцлава заповнили понад 200 годин загальнодержавного мовлення.
- 29 вересня 1967 року вийшов перший ефір фестивалю «Wratislavia Cantans».
- У 1970 року вийшов перший ефір з фестивалю «Jazz nad Odrą».
- 1971 року телеканал отримав нове репортерське обладнання.
- 1978 року отримано новий репортерський автомобіль з передавачем кольорового зображення.
- 23 грудня 1983 року розпочато кольорове мовлення.
- 26 березня 1990 року вийшла нова інформаційна програма «Fakty».
- 1992 року телеканал як другий телевізійний центр у Європі розпочав мовлення за технологією компонентного сигналу.
- 24 червня 1992 року в ефірі вперше з'явився логотип «Piątka».
- 1993 року територія покриття сигналом поширена на Ополе, Каліш, Ченстохову та навіть Зелену Гуру.
- 1998 року модернізовано студію та придбано репортерський автомобіль зі супутниковим передавачем.
- 14 грудня 1998 року здійснено ребрендинг каналу.
- У 1999 році збільшено частку загальнонаціональних програм та запущено програму телетексту.
- 3 березня 2002 року телеканал розпочав мовлення як «TVP Wrocław» та приєднався до загальнодержавної регіональної телемережі TVP3.
- 6 жовтня 2007 року канал розпочав мовлення на місцевому діапазоні «TVP Info».
- 9 вересня 2012 року студія головної інформаційної програми отримала нову адресу.
- 1 вересня 2013 року «TVP Wrocław» розпочав мовлення як регіональний загальнодержавного TVP.
- 2 січня 2016 року телеканал повернув попередню назву «TVP3 Wrocław»[1][2].